# Jonathan Cedeño
Jonathan Cedeño (* 26. August 1995) ist ein panamaischer Leichtathlet der sich auf den Speerwurf spezialisiert hat und aktuell Inhaber des Landesrekordes ist.

## Sportliche Laufbahn
Erste Erfahrungen bei internationalen Meisterschaften sammelte Jonathan Cedeño im Jahr 2014, als er bei den Zentralamerika-Juniorenmeisterschaften in Managua mit einer Weite von 60,58 m die Goldmedaille gewann. Anschließend belegte er bei den Zentralamerika- und Karibik-Juniorenmeisterschaften in Morelia mit 63,20 m den fünften Platz und erreichte bei den U23-Südamerikameisterschaften in Montevideo mit 58,62 m Rang acht. Im Jahr darauf siegte er mit 65,26 m bei den Zentralamerikameisterschaften in Managua und 2017 gewann er dann bei den Zentralamerikameisterschaften in Tegucigalpa mit einem Wurf auf 61,85 m die Silbermedaille hinter Luis Taracena aus Guatemala und anschließend gewann er auch bei den Zentralamerikaspielen in Managua mit 66,29 m die Silbermedaille hinter Taracena. 2019 belegte er bei den Südamerikameisterschaften in Lima mit 63,39 m den achten Platz und anschließend siegte er bei den Zentralamerikameisterschaften in Managua mit 66,21 m. 2021 wurde er bei den Südamerikameisterschaften in Guayaquil mit 66,25 m Siebter. Anschließend siegte er bei den Zentralamerikameisterschaften in San José mit einer Wiete von 68,07 m. Im Jahr darauf belegte er bei den Juegos Bolivarianos in Valledupar mit neuem Landesrekord von 69,21 m den fünften Platz und gelangte dann bei den Südamerikaspielen in Asunción mit 64,83 m auf Rang sechs.
2023 gewann er bei den Zentralamerikameisterschaften in San José mit 69,60 m die Bronzemedaille und anschließend belegte er bei den Südamerikameisterschaften in São Paulo mit 68,18 m den siebten Platz.
In den Jahren von 2015 bis 2017 wurde Cedeño panamaischer Meister im Speerwurf.